# Eagles Live
Eagles Live é o primeiro álbum gravado ao vivo pela banda Eagles, lançado a 7 de Novembro de 1980. Foi gravado em sua maior parte no Santa Monica Civic Auditorium em 1980. Algumas músicas foram tiradas da turnê de Hotel California no The Forum de Los Angeles em 1976. Outras foram gravadas no Long Beach Arena também em 1980, na turnê de The Long Run. A banda vinha de um sucesso estrondoso de dois discos, Hotel California e The Long Run (1976 e 1979 respectivamente) e suas turnês eram muito bem sucedidas, tanto em termos de público quanto de crítica. Com Eagles Live não foi diferente, eis que o álbum foi muito bem produzido pelo colaborador de longa data Bill Szymczyk. No período de 1977 a 1980, o grupo fez parte da banda de apoio de Joe Walsh (Jay Fegurson do Spirit e Joe Vitale da antiga banda solo de Walsh também fizeram parte) no disco But Seriously Folks de 1978 (também produzido por Szymczyk) que também foi um sucesso, graças a faixa Life's Been Good, que faz parte deste álbum ao vivo. Após a gravação de Eagles Live a banda se separou, e somente voltou a gravar com a formação clássica (do disco The Long Run) em 1994. A dissolução ocorreu em decorrência das brigas intensas entre Frey e Felder e a exaustão das turnês.
| Críticas profissionais                                                      | Críticas profissionais |
| Avaliações da crítica                                                       | Avaliações da crítica  |
| Fonte                                                                       | Avaliação              |
| --------------------------------------------------------------------------- | ---------------------- |
| All Music Guide                                                             | [ 1 ]                  |
| Robert Christgau                                                            | (C-)                   |
| Esta tabela precisa de ser acompanhada por texto em prosa. Consulte o guia. |                        |

## Faixas

### Lado 1
1. "Hotel California" (Felder, Henley, Frey) – 6:55
2. "Heartache Tonight" (Henley, Frey, Bob Seger, Souther) – 4:35
3. "I Can't Tell You Why" (Schmit, Henley, Frey) – 5:24

### Lado 2
1. "The Long Run" (Henley, Frey) – 5:35
2. "New Kid in Town" (Henley, Frey, J. D. Souther) – 5:45
3. "Life's Been Good" (Walsh) – 9:38

### Lado 3
1. "Seven Bridges Road" (Steve Young) – 3:05
2. "Wasted Time" (Henley, Frey) – 5:40
3. "Take It to the Limit" (Henley, Frey, Meisner) – 5:20
4. "Doolin-Dalton" (Reprise II) (Henley, Frey, Jim Ed Norman) – 0:44
5. "Desperado" (Henley, Frey) – 4:04

### Lado 4
1. "Saturday Night" (Meisner, Henley, Frey, Bernie Leadon) – 3:55
2. "All Night Long" (Walsh) – 5:40
3. "Life in the Fast Lane" (Henley, Frey, Walsh) – 5:10
4. "Take It Easy" (Jackson Browne, Frey) – 5:20